# Lagopus muta
La perdiz nival o lagópodo alpino (Lagopus muta) es una especie de ave galliforme de la familia Phasianidae ampliamente extendida por las regiones frías del Holártico, y que también habita en las partes altas de las principales cadenas montañosas de Eurasia y Norteamérica, entre el límite superior de los árboles y las nieves perpetuas, donde las particularidades de cada zona a través del proceso de adaptación natural de la especie han dado lugar a varias subespecies.
En el caso de España, encontramos en los Pirineos la variedad Lagopus muta pirenaicus, de la que se mantiene una población que no presenta mayores oscilaciones como resultado de las escasas amenazas a que se encuentra expuesta. En efecto, son pocos los enemigos que la molestan y tampoco el hombre ha alterado demasiado su la población de esta especie dadas las dificultades que comporta la caza de la perdiz a gran altura.

## Descripción

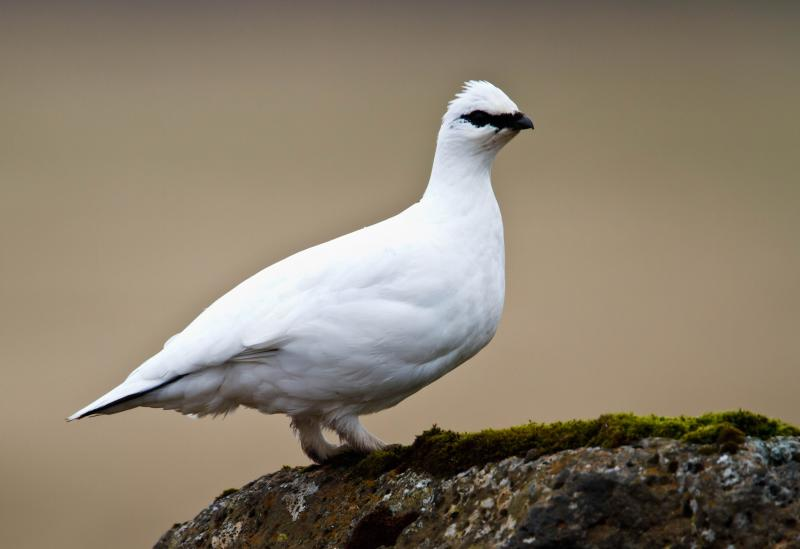
Ejemplar en Islandia con su capa invernal.

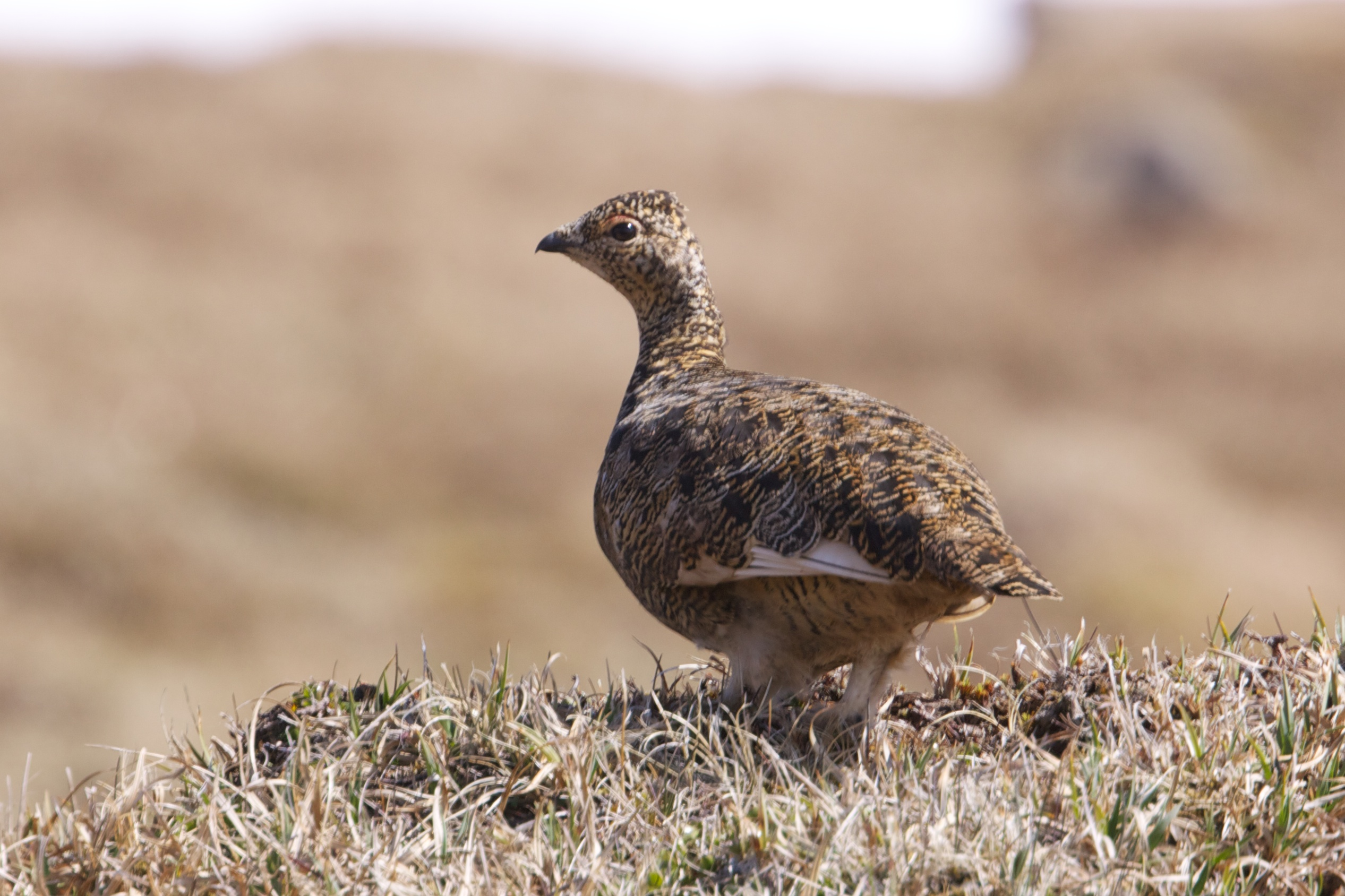
Hembra en verano.

La perdiz nival mide entre 34 y 36 cm de largo, de los cuales 8 cm corresponden a la cola, compuesta por 16 plumas timoneras, y tiene una envergadura alar entre 54 y 60 cm. por lo que es ligeramente menor que el lagópodo común, alrededor de un 10%. El cuerpo de la perdiz nival se halla cubierto de un plumaje denso que proporciona a su cuerpo la apariencia de un volumen del cual en realidad carece ya que su peso alcanza escasamente los 400-500 gramos. Una característica particular de la perdiz nival es la de poseer las patas completamente recubiertas de plumas que descienden hasta la porción distal de los dedos, dejando al descubierto solamente las fuertes uñas que le permiten al animal excavar incluso en la nieve más dura. Las huellas que dejan las patas de la perdiz nival recuerdan las de una liebre pequeña. La cabeza de la perdiz nival es redondeada, con el pico negro y corto, y suele presentar una pequeña carúncula de color rojo situada sobre sus ojos pardos.
Con respecto al color de estas aves de montaña, es interesante destacar que la naturaleza les ha dotado de una homocromía estacional que les permite camuflarse en su hábitat cambiante. Así, durante el verano, el plumaje presenta tonalidades marrones, cenicientas y rojizas con estrías transversales negras sobre el dorso. La parte inferior de las alas y el vientre permanecen blancos. En cambio, en invierno el plumaje se convierte en una capa totalmente blanca, con un trazo negro sobre los ojos, siendo posible distinguir al macho de la hembra por ostentar una mancha negra debajo de la
garganta.
El paso del plumaje estival al invernal tiene lugar de un modo gradual. En la primavera tiene una tonalidad que va del gris al marrón oscuro, y para mediados de agosto, pasa al pardo grisáceo; en octubre, al blanquecino con manchas marrones y en diciembre adquiere su característico color blanco uniforme.

## Taxonomía

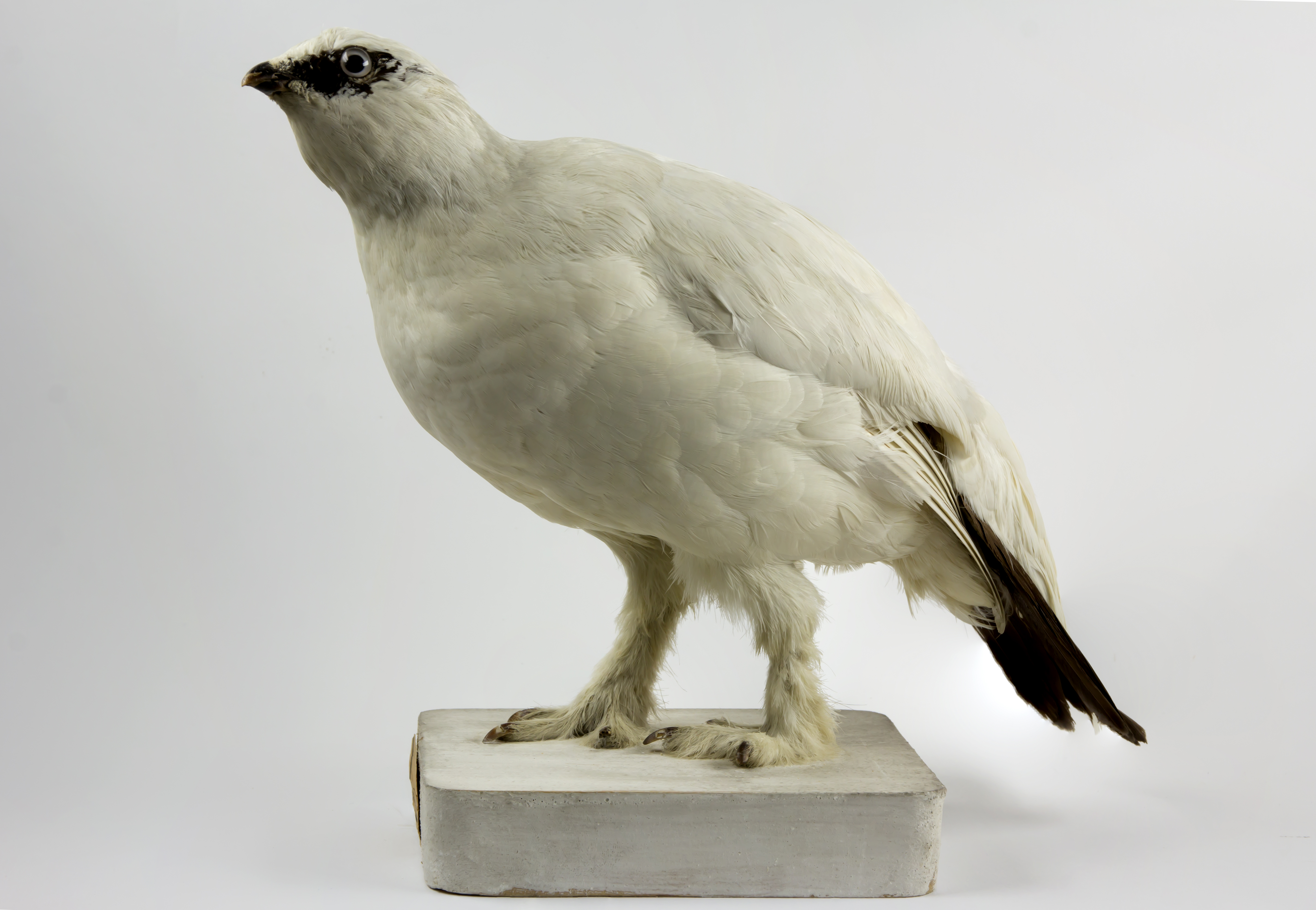
Lagopus muta pyrenaica - MHNT

La perdiz nival se clasifica en el género Lagopus, junto a los demás lagopodos, perteneciente a la familia Phasianidae; la familia de los faisanes, gallos, pavos, lagopodos, pedices y afines. Los fasiánidos a su vez se clasifican en el orden Galliformes, junto a otras cuatro familias de aves terrestres: Megapodiidae (talégalos), Cracidae (chachalacas y pavas americanas), Numididae (pintadas) y Odontophoridae (colines y corcovados). Dentro de la familia Phasianidae, la perdiz nival se encuadra en la subfamilia Tetraoninae, que incluye a los urogallos, lagopodos, grévoles, gallos de las praderas y afines.
El lagopodo alpino fue descrito científicamente por el naturalista sueco Lars Montin en 1781, con el nombre científico de Tetrao mutus. Posteriormente fue trasladado al género Lagopus, creado en por el zoólogo francés Mathurin Jacques Brisson en 1760.
Aunque se han descrito más de 30 subespecies de Lagopus muta, En la actualidad se reconocen 23 subespecies:
- Lagopus muta atkhensis - islas Atka, Tanaga y Adak (Aleutianas);
- Lagopus muta dixoni - costas y montañas de la bahía de los Glaciares (sureste de Alaska);
- Lagopus muta evermanni - isla Attu (Aleutianas);
- Lagopus muta gerasimovi - isla Karáguinski;
- Lagopus muta helvetica - Alpes;
- Lagopus muta hyperborea - islas Svalbard, Tierra de Francisco José e isla del Oso;
- Lagopus muta islandorum - Islandia;
- Lagopus muta japonica - isla de Honshu (Japón);
- Lagopus muta kurilensis - islas Kuriles;
- Lagopus muta macruros - noreste de Groenlandia;
- Lagopus muta millaisi - Escocia;
- Lagopus muta muta - Escandinavia hasta la península de Kola;
- Lagopus muta nadezdae - montañas del sur de Siberia y Mongolia;
- Lagopus muta nelsoni - islas Unimak, Unalaska (Aleutianas) y sur de Alaska;
- Lagopus muta pleskei - norte de Siberia (de la península de Taymyr a la península de Chukotsk);
- Lagopus muta pyrenaica - Pirineos;
- Lagopus muta reinhardti - sur de Groenlandia;
- Lagopus muta ridgwayi - islas del Comandante;
- Lagopus muta rupestris - tundra del norte de Norteamérica;
- Lagopus muta saturata - noroeste de Groenlandia;
- Lagopus muta townsendi - islas Kiska, Amchitka, pequeñas Sitkin y Rata (Aleutianas);
- Lagopus muta welchi - Terranova;
- Lagopus muta yunaskensis - isla Yunaska (Aleutianas).

## Comportamiento
En los meses de verano, la perdiz nival se establece en el límite de las nieves eternas que coronan las montañas en las que vive, en la vertiente norte de las cimas más elevadas.
En el invierno, suele localizarse en los lugares soleados, y, solamente en condiciones excepcionales, abandona las alturas propias de la especie.
Se trata de una especie gregaria que vive en pequeños grupos compuestos de 4 o 6 ejemplares que durante los meses de invierno pueden aumentar hasta 20-30 perdices.
No se trata de una especie sedentaria sino que tiende a trasladarse permanentemente por la montaña, actividad que está facilitada por su condición de gran andadora.
Por la mañana, sale a la búsqueda del alimento y por las noches duerme acurrucada bajo un saliente rocoso. En invierno, excava una madriguera aprovechando el amparo que le ofrece la misma nieve.
El vuelo de estas perdices es rápido y muy diferente al de otras perdices. No obstante, se trata de un vuelo de distancias cortas. La perdiz nival nunca se lanza hacia los valles y, en caso de peligro, prefiere adentrarse en los terrenos quebrados e inaccesibles, y así solo pueden sorprenderla un reducido grupo de depredadores, como las águilas reales.

## Reproducción

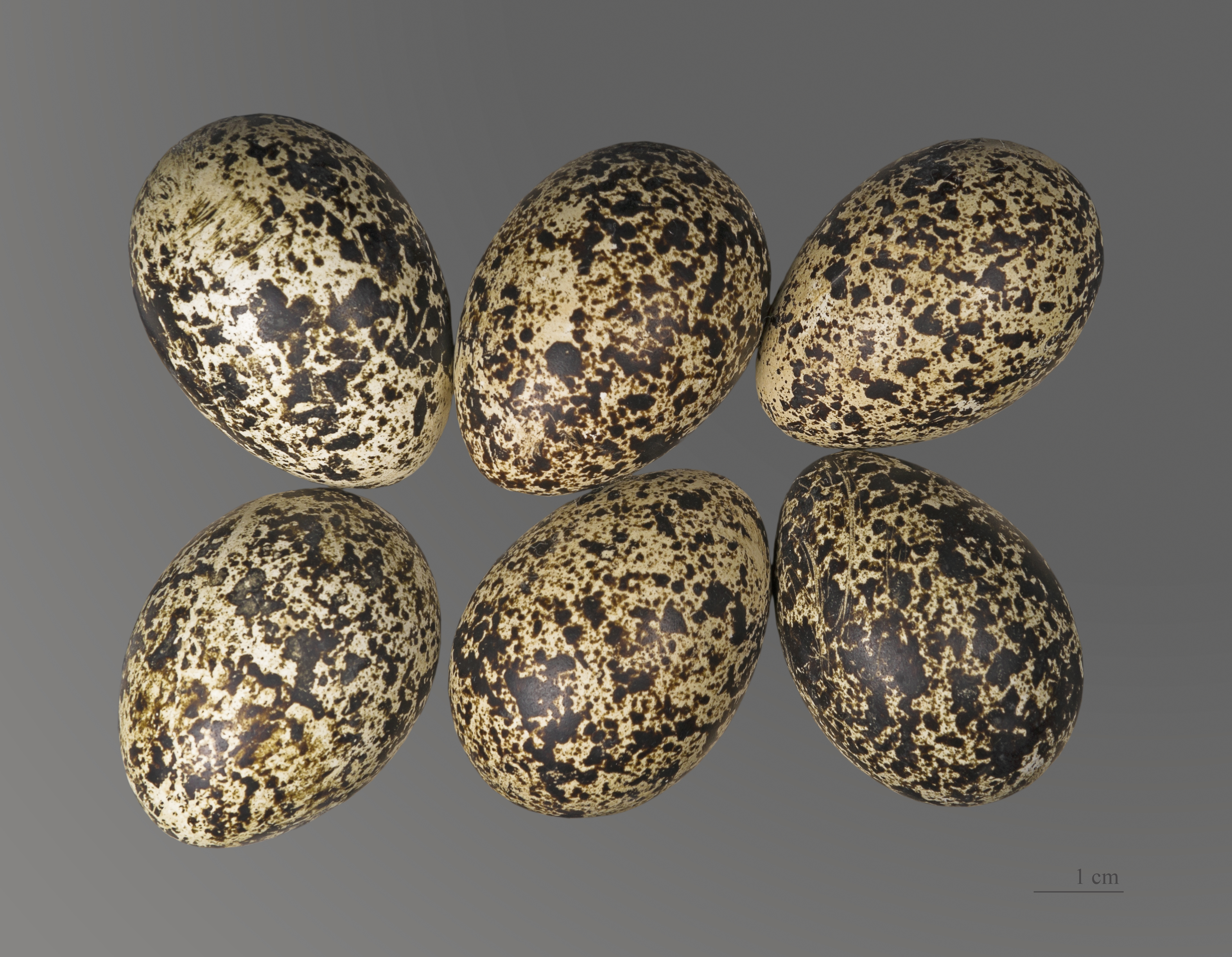
Huevos de Lagopus muta

La época de celo de las perdices blancas tiene lugar entre los meses de abril y mayo, época en la que se forman las parejas y se separan del grupo para la reproducción. En el mes de junio, la hembra pone entre 6 y 10 huevos de color blanco marfil con manchas pardas.

## Distribución
El lagópodo nival es un ave sedentaria que habita en la tundra y las laderas de las montañas rocosas de las regiones ártica y subártica de Eurasia y Norteamérica (incluidas Groenlandia e Islandia). También se extiende por cordilleras más meridionales como los Alpes, los Pirineos, los montes de Escocia, los Balcanes, los Urales, el Pammir, el macizo de Altái y los Alpes Japoneses. Durante la última glaciación el área de distribución de la especie se extendía más al sur ocupando la mayor parte de la Europa continental, Y al retirarse los hielos las poblaciones de estas montañas se quedaron aisladas.
También se distribuye por varias islas el círculo polar. La pequeña población que viven en la Tierra de Francisco José del ártico ruso sobrevive a la época de la noche polar invernal alimentándose de la vegetación de los acantilados que ocupaban las aves marinas en verano.